# هوجو ناگاتوکی
هوجو ناگاتوکی (به ژاپنی: 北条 長時 Hōjō Nagatoki); ۱۸ آوریل ۱۲۳۰ – ۱۹ سپتامبر ۱۲۶۴) ششمین شیکن (۱۲۵۶–۱۲۶۴) در شوگون‌سالاری کاماکورا و چهارمین رئیس بخش شمالی روکوهارا تاندای در ژاپن بود. وی پسر ارشد هوجو شیگه‌توکی (تولد ۱۱۹۸) سومین رئیس بخش شمالی روکوهارا تاندای بود. عمه وی کاسای دونو همسر شیکن پنجم  هوجو توکی‌یوری بود. از آنجائیکه پسر ارشد شیکن پنجم یعنی هوجو توکیمونه در هنگام بیماری پدر در سال ۱۲۵۶ به سن بلوغ نرسیده بود، ناگاتوکی به طور موقت به نمایندگی از وی منصب شیکن را عهده‌دار شد اما در سال ۱۲۶۴ درحالی‌که توکیمونه هنوز ۱۴ سال داشت درگذشت.
پس از وی هوجو ماسامورا پنجمین پسر شیکن دوم هوجو یوشیتوکی جانشین وی و شیکن هفتم شد. همچنین پسر ارشدش هوجو یوشیمونه، رئیس بخش شمالی روکوهارا تاندای شد.